# Réserve biologique dirigée de la Dent du Villard
La réserve biologique dirigée de la Dent du Villard est une aire protégée de France ayant le statut de réserve biologique dirigée. Elle se trouve dans le centre du massif de la Vanoise, sur le versant occidental de la dent du Villard, face à la station de sports d'hiver de Courchevel à l'ouest. Elle mesure 309,47 hectares de superficie sur les communes de Saint-Bon-Tarentaise et Planay en Savoie.